# 静川駅
静川駅（しずかわえき）は、北海道勇払郡苫小牧町大字勇払村字ニナルカ（現苫小牧市静川）にあった鉄道省富内線の鉄道駅（廃駅）である。
1943年11月1日に国有化とともに日高本線と並行することから不要不急線となって休止され、そのまま復活しなかった。

## 歴史
- 1922年（大正11年）7月24日 - 北海道鉱業鉄道（後の北海道鉄道（2代））金山線のニナルカ停留場として開業[1][2]。旅客のみ取扱い[1]。
- 1924年（大正13年）3月3日 - 鉄道会社名を北海道鉄道（2代目）に改称、それに伴い同鉄道の駅となる。
- 年月日不明 - 昭和10年代までニナルカでの木炭製造が活発で、当駅や北松田駅に運ばれ出荷されたとされ[3]、貨物も取扱う一般駅となる?
- 1943年（昭和18年）
  - 8月1日 - 戦時買収により国有化され富内線の駅となる[1]。同時に静川駅に改称[1]。
  - 11月1日 - 営業休止[1]。

### 駅名の由来
「ニナルカ」は諸地に見られる古いアイヌ語地名であり、原義は「ニナㇽカ（ninar-ka）」（台地・の上）である。当地の「ニナㇽカ」は安平川の左岸にある低い台地を指したものとされる。
「静川」はこの地を流れる安平川がゆったりと流れる様から名付けられた和名であり、1942年（昭和17年）から開始された字名改称地番整理により選定され、行政的には駅改称後の1944年（昭和19年）1月1日より施行・改称された。

## 駅跡
当駅付近の線路跡は国道235号に転用されている。

## 隣の駅
鉄道省
富内線
北松田駅 - 静川駅 - 上厚真駅

## 関連記事
- 日本の鉄道駅一覧